# Bischwang (Adelsgeschlecht)
Die Bischwang (Bieswang, Biswang) kamen nach Mecklenburg als Einzelzuwanderer, als die Besiedlung abgeschlossen war. Sie sind um 1470 aus Schwaben zugewandert und gehören zum älteren Adel Mecklenburgs.

## Geschichte
Um 1470 kam Cyriacus von Bischwang aus Schwaben und wurde in Körchow erstmals erwähnt. Als ab 1488 Ulrich von Pentz Körchow in seine Hand bekommen wollte, stößt er jedoch auf starke Gegenwehr. Körchow gehörte ursprünglich zu Ratzeburg, kam dann zur Grafschaft Schwerin und mit dieser ab 1358 zu Mecklenburg. In einem späteren Schreiben von 1672 heißt es: Die von Bischwang haben seit 1478 das Jus patronalis zu Körchow ausgeübt. Dabei legen sie auch ihren ersten Lehnsbrief, den die Herzöge Balthasar und Magnus von Mecklenburg ausgestellt haben.
1496 war Cyriacus von Bischwang Besitzer des Gutes Körchow und hatte das Patronat der Kirche. Sein Sohn Cyriacus als herzoglich mecklenburgischer Rat hatte danach die Güter Körchow und Zühr bis 1535. Ein Georg von Bischwang auf Körchow musste 1536 wegen Totschlages am Tuchmachermeister Hans aus Crivitz 300 Gulden zahlen. Hartwig von Bischwang, der in fremden Diensten stand, gab 1613 dem Kloster Dobbertin Geld für seine Schwester Anna, die dort bis 1634 Konventualin war. Im Rechnungsbuch des Klosters ist dazu vermerkt: Anno 1613 gab Hartich Bisewanck das pröuengeldt (Abgabegeld) seiner Schwester Anna ab. Hartwig kam 1626 nach Mecklenburg zurück, um Schulden bei Mathias Pentz einzutreiben.
Schon zwischen 1625 und 1646 gab es Streit um die Rückgabe des Gutes Körchow im Amt Wittenburg durch Daniel von Mithoff (1593–1673) als Kanzler des Herzogtum Mecklenburg-Schwerin für seinen Schwiegervater Jürgen von Bischwang gegen Daniel von Weltzien auf Sammit im Amt Lübz.
Zwischen 1665 und 1673 hatte Hartwig von der Lühe und um 1690 der Geheime Rath von Witzendorff Anteile am Gut Körchow. 1701 verpfändet der herzoglich holsteinische Kammerjunker und Oberstleutnant Hartwig von Bischwang Körchow an den Hamburger Kaufmann Joachim Mutzenbecher, der ab 1704 auch das Kirchenpatronat ausübte. Hartwig war 1688 königlich schwedischer Fähnrich in Bremen, nahm dann in den Niederlanden 1692 an der Schlacht bei Stenkerken teil, stand danach in holländischen Diensten, war 1697 bei der Schlacht in Malplaquet und danach noch in Holstein aktiv.
Der herzoglich holsteinische Hofjunker und Oberst Friedrich August von Bischwang, der ohne Leiberben war, verkaufte Körchow 1726 für 24.405 Taler an den herzoglich holsteinischen Geheimen Rat und Hamburger Domherrn Matthias von Clausenheim.
Nach 1500 saßen die Söhne Georg (Jürgen) von Jürgen (Georg) von Bischwang und Carl von Cyriacus von Bischwang auf Zühr. 1640 wurden Anteile verpfändet und 1641 verkaufte Christian von Bischwang das Gut Zühr an die von Züle.
Jürgen (Georg) von Bischwang hatte seit 1550 auch die Güter in Tüschow und Granzin. Als herzoglich mecklenburgischer Hauptmann der Burg und Vogtei Wesenburg musste er 1506 mit seinem Bruder Cyriacus 12 gepanzerte Reiter und Ritterpferde gegen die Lübecker stellen. Als herzoglich mecklenburgischer Rat der Herzöge Balthasar und Magnus war er 1491 Zeuge in Rostock und im Kloster Ribnitz.
Sein Sohn Georg (Jürgen) von Bischwang verkauft 1556 Granzin mit der wendischen Feldmark des untergegangenen Dorfes Solkow an Albrecht von Lützow für 1000 Mark.
Um 1700 befinden sich viele von Bischwangs beim Militär und standen in schwedischen Diensten. Christoff Daniel war 1684 königlich schwedischer Rittmeister in Narwa. Christian Ulrich war 1714 königlich schwedischer Oberstleutnant in Wismar und Adolf Friedrich 1701 königlich schwedischer Kapitain bei der Garde zu Fuß in Stade. Adolf Friedrich hatte am 4. November 1726 einen Antrag an den schwedischen König Friedrich gerichtet, sich und seine Brüder in die schwedische Ritterschaft aufzunehmen. Über den Ausgang liegen keine Informationen vor.
Maria Dorothea von Bischwang lebte von 1751 bei ihrer Schwester Hedwig in Neubukow, die Witwe war. Sie pflegte ihre Schwester bis zu ihrem Tode 1775 und ging dann als Konventualin ins Kloster Malchow, wo sie 1794 als die Letzte ihres Geschlechts starb. De facto hatten die Bischwangs schon zu Ausgang des 17. Jahrhunderts ihren Besitz und damit ihre Unabhängigkeit eingebüßt. Die von Bischwangs sind erloschen.

### Besitzungen

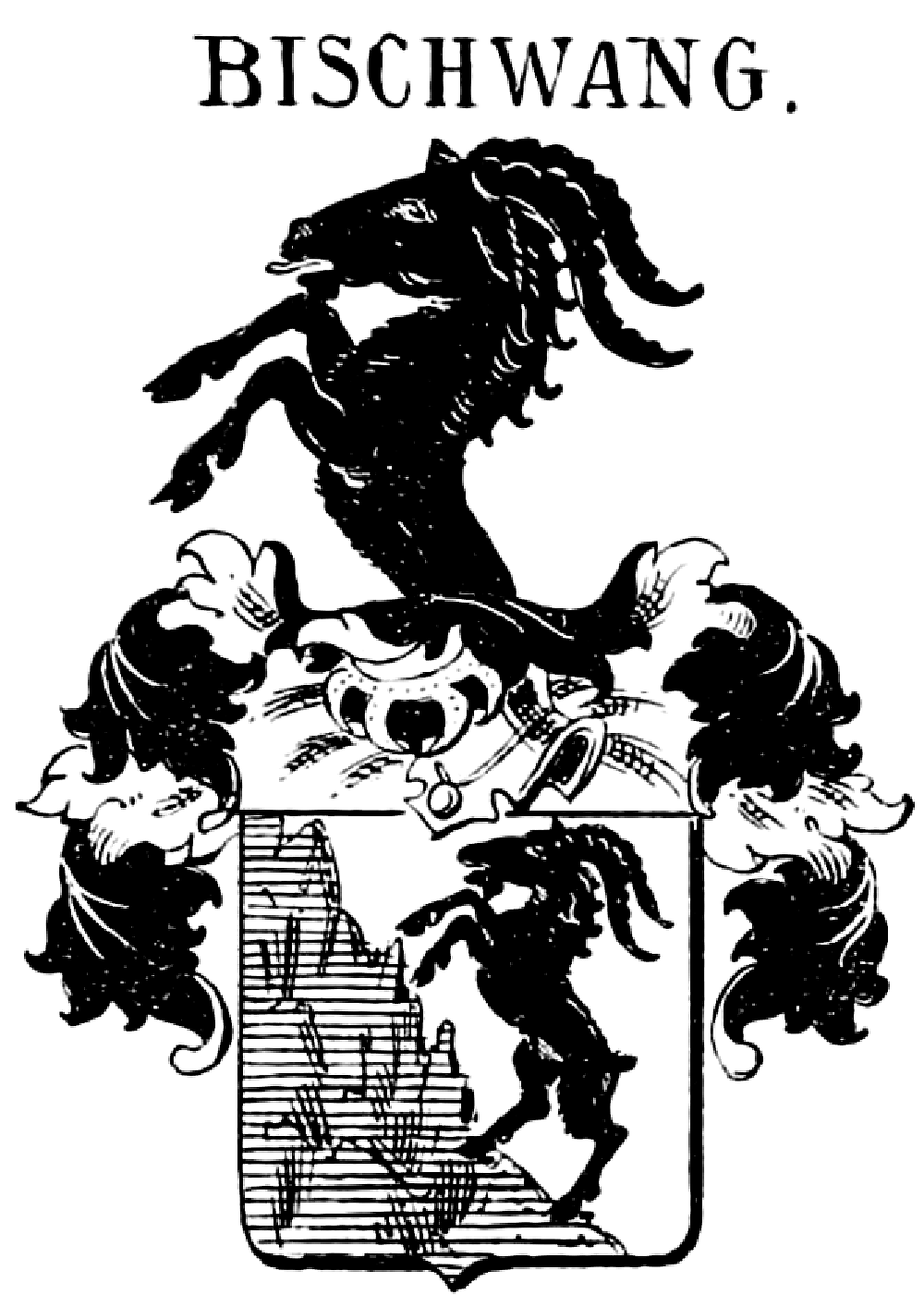
Wappen derer von Bischwang in Siebmachers Wappenbüchern

Im alten Amt Wittenburg
- Körchow, 1478–1726[15]
- Zühr, 1500–1641,[16] vorher und nachher ein Lehen derer von Züle.

Im alten Amt Boitzenburg
- Tüschow, 1500–1555
- Granzin, 1500–1556,[17] mit Gallin und Greven bis 1403 ein Lehen derer von Züle.

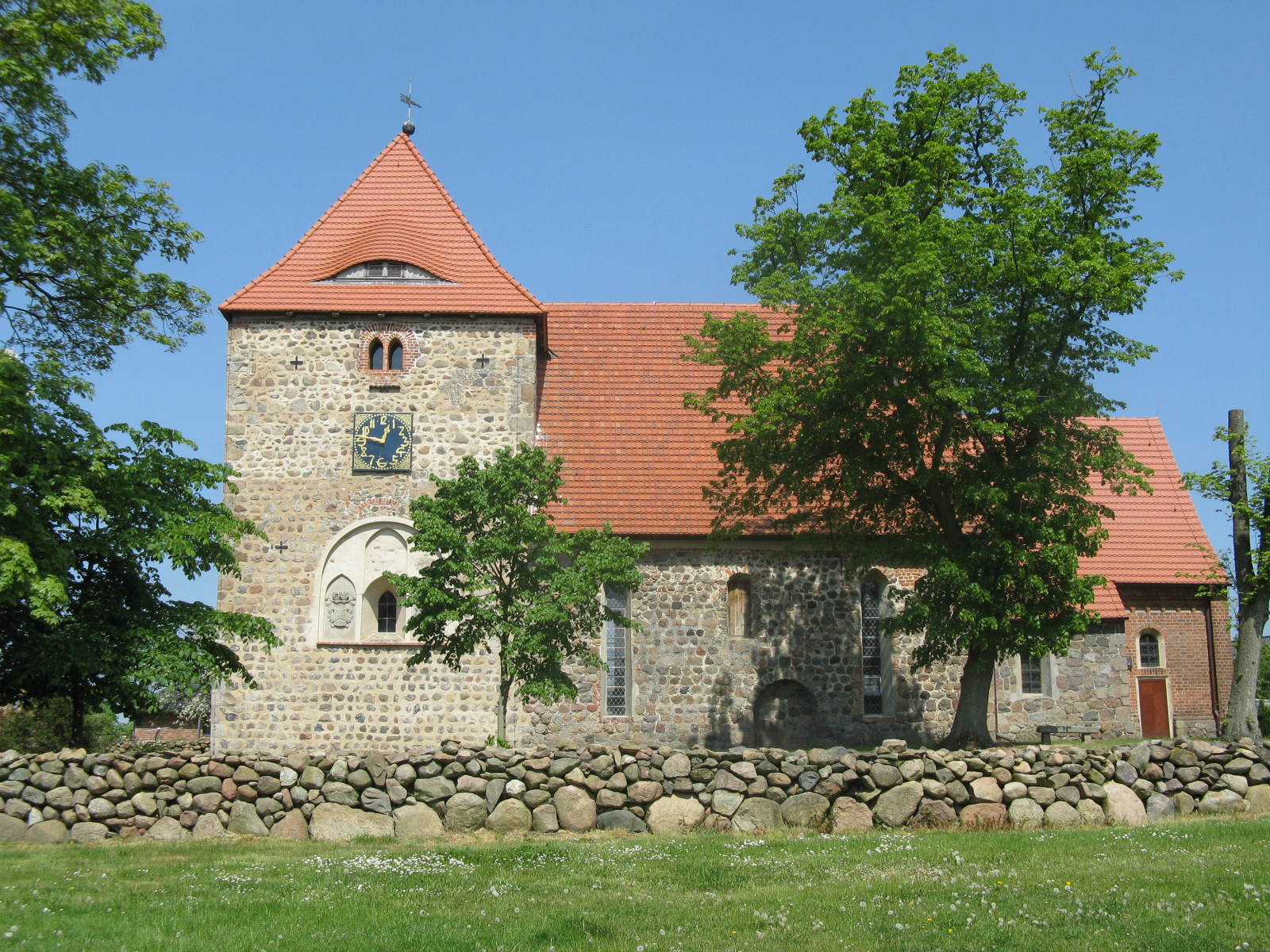
Kirche in Körchow (2008)
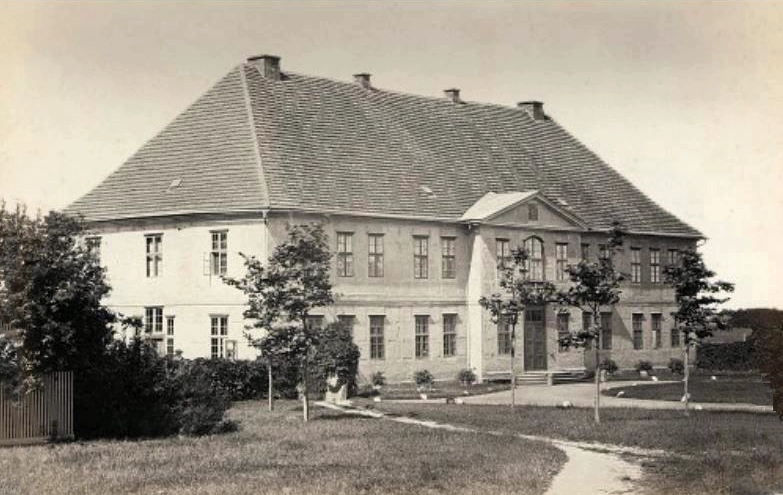
Herrenhaus in Zühr um 1857
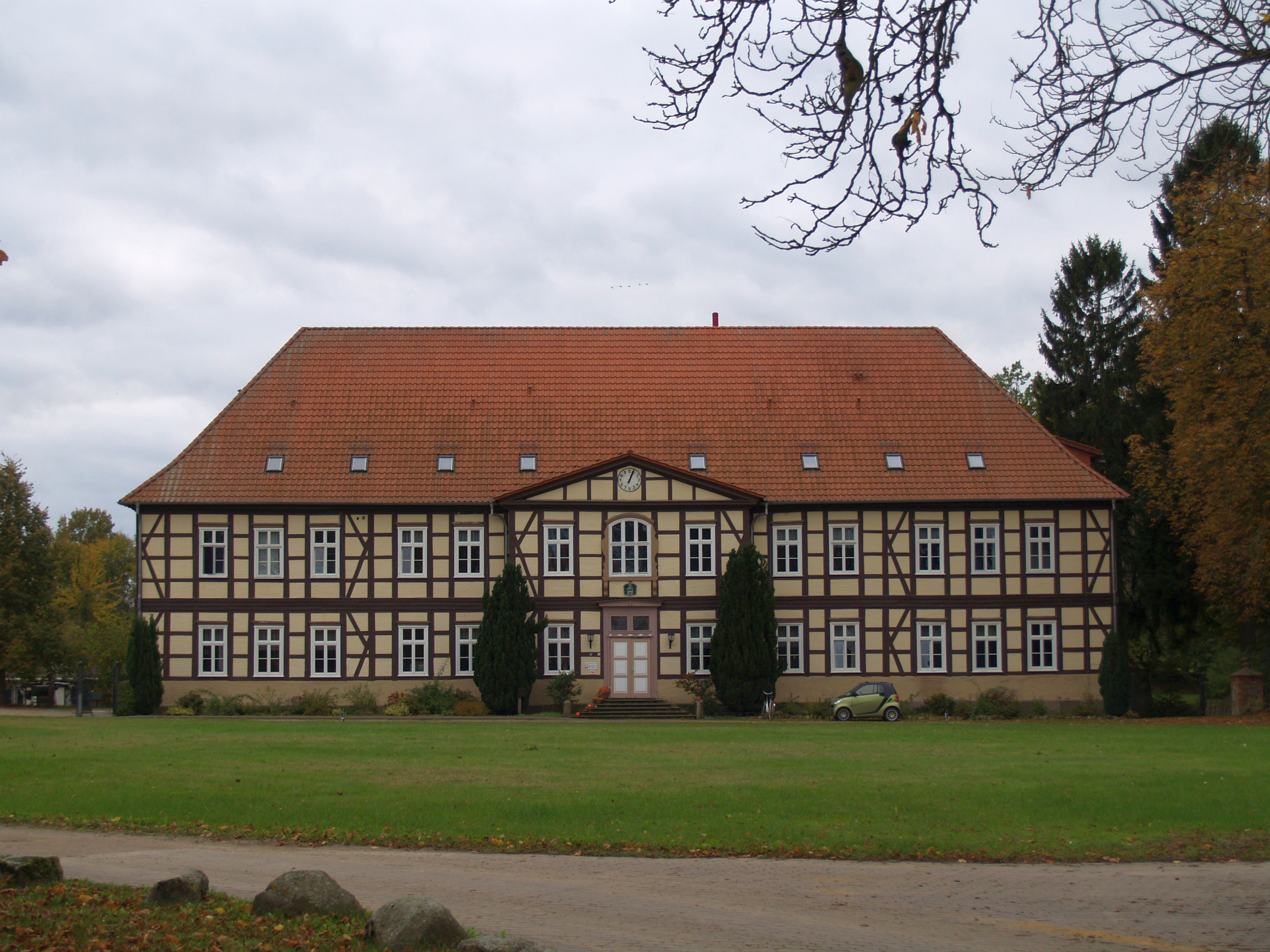
Herrenhaus in Zühr (2014)
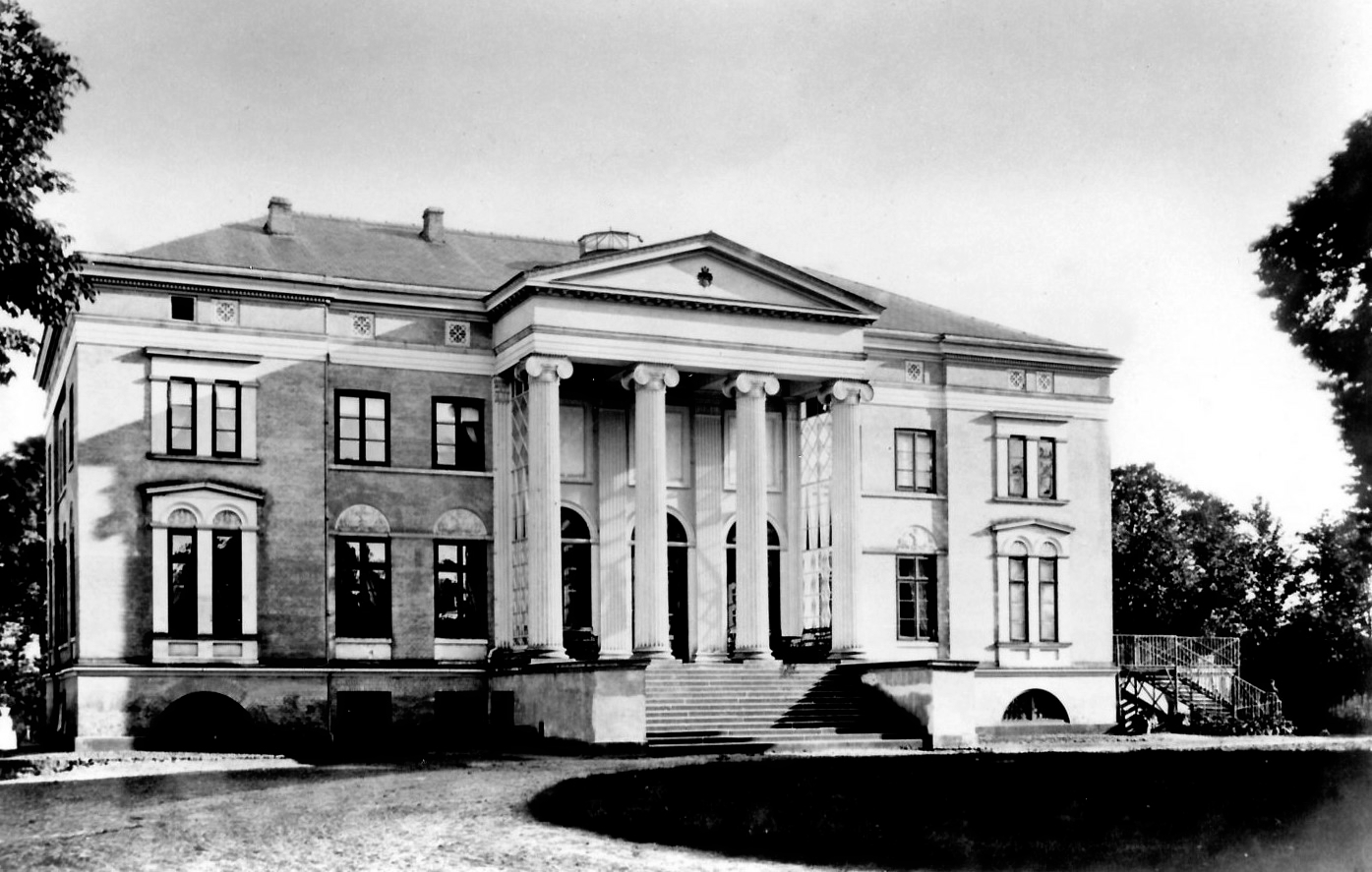
Herrenhaus in Tüschow um 1858
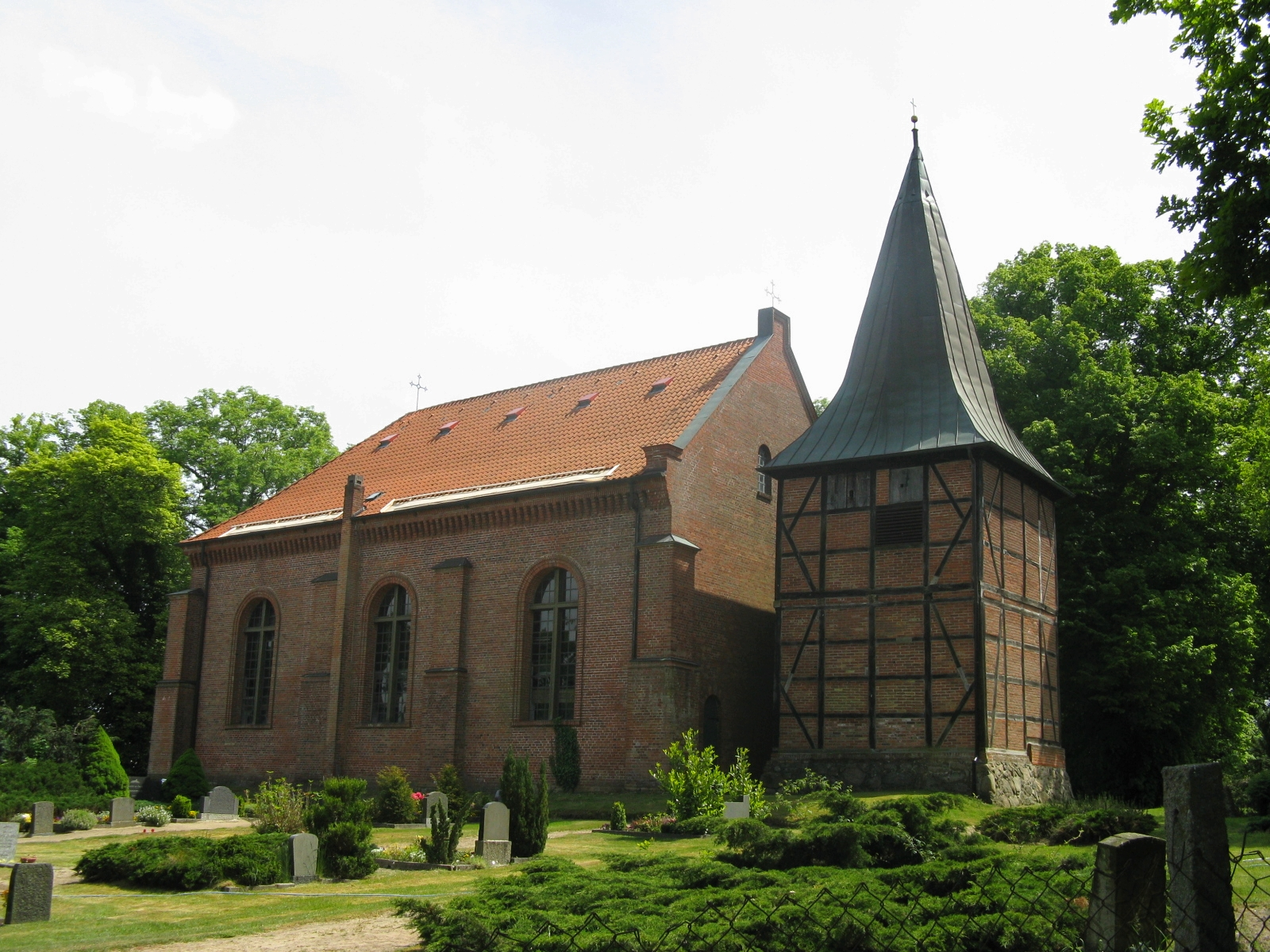
Kirche in Granzin (2008)

## Wappen
Im Wappenschild befindet sich auf grünem Boden stehend ein schwarzer Steinbock, sich an einem gegen den rechten Schildrand anwachsenden, naturfarbenen Fels aufrichtend. Auf dem Helm mit schwarz-silbernen Decken der Steinbock wachsend.
Das Wappen befindet sich im Mecklenburgischen Wappenbuch von 1837, VI. Nr. 19.

## Namensträger
- Cyriacus von Bischwang (1496–1498), auf Körchow, herzoglich mecklenburgischer Vogt, Bürgermeister und Ratsmann zu Boizenburg.[18]
  - Jürgen (Georg) von Bischwang (1491–1511), auf Tüschow und Granzin, herzoglich mecklenburgischer Hauptmann von Burg und Vogtei Wesenburg.
    - Georg (Jürgen) von Bischwang (1512–1564), auf Körchow, Zühr, Tüschow und Granzin.

  - Cyriacus von Bischwang (1491–1535), auf Körchow und Zühr, herzoglich mecklenburgischer Rat, Pfandherr von Burg und Amt Gorlosen.
- Friedrich August von Bischwang (1650–1745), herzoglich holsteinischer Hofjunker und Oberst.

### Ungedruckte Quellen
Landeshauptarchiv Schwerin (LHAS)
- LHAS 3.2-3/1 Landeskloster/Klosteramt Dobbertin. Nr. 242 Verzeichnis der Jungfrauen ab 1600.
- LHAS 3.2-3/2 Landeskloster/Kloster Malchow Testamente Nachlässe Nr. 62 Testament der Konventualin Maria Dorothea von Bischwang 1790–1794.
- LHAS 9.1-1 Reichskammergericht Prozeßakten 1495–1806. Nr. 441 Streit um die Rückgabe des Gutes Körchow 1625–1646.

### Gedruckte Quellen
- Mecklenburgisches Urkundenbuch (MUB)
- Mecklenburgische Jahrbücher (MJB)